# Baron Glendyne
Baron Glendyne, of Sanquhar in the County of Dumfries, ist ein erblicher britischer Adelstitel in der Peerage of the United Kingdom.

## Verleihung
Der Titel wurde am 23. Januar 1922 dem Börsenmakler Sir Robert Nivison, 1. Baronet verliehen. Bereits am 21. Juli 1914 war ihm in der Baronetage of the United Kingdom der fortan nachgeordnete Titel Baronet, of Branch Hill Lodge in the Metropolitan Borough of Hampstead, verliehen worden.
Heutiger Titelinhaber ist seit 2008 dessen Urenkel John Nivison als 4. Baron.

## Liste der Barone Glendyne (1922)
- Robert Nivison, 1. Baron Glendyne (1849–1930)
- John Nivison, 2. Baron Glendyne (1878–1967)
- Robert Nivison, 3. Baron Glendyne (1926–2008)
- John Nivison, 4. Baron Glendyne (* 1960)

Aktuell existiert kein Titelerbe.